# Червоний світанок

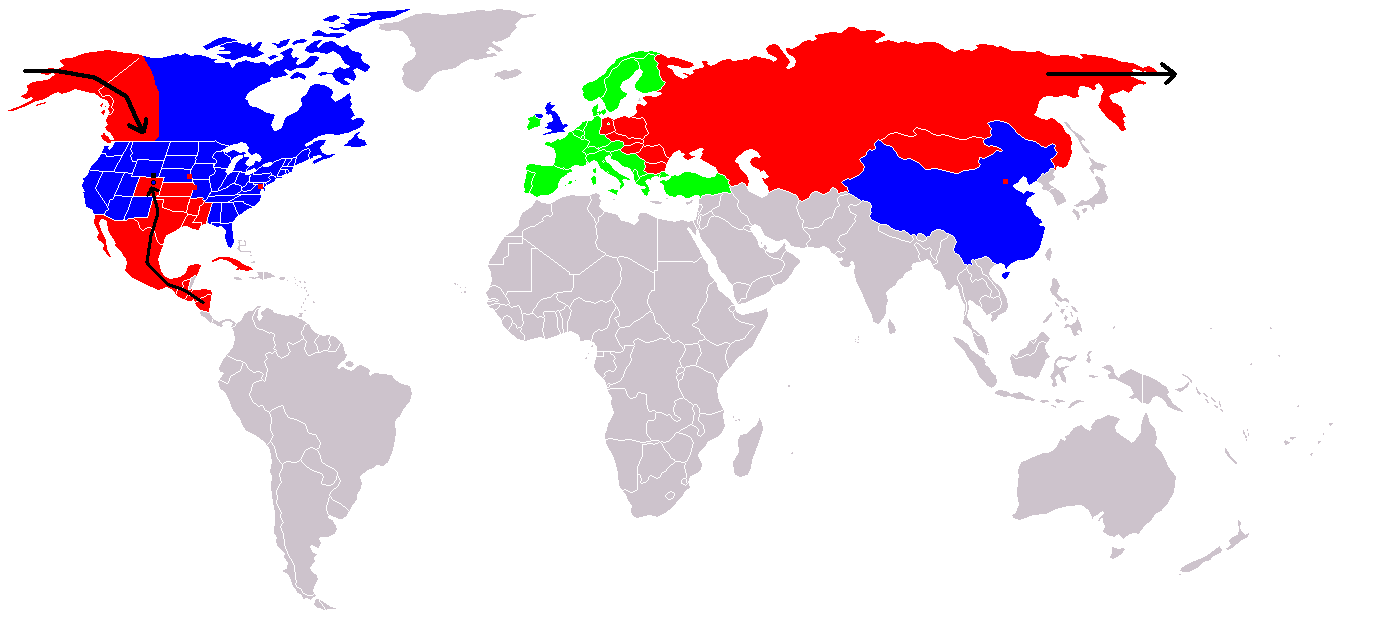
Приблизна мапа подій, описаних в кіно:
Синій: Сполучені Штати Америки та їхні союзники: Канада, Велика Британія та Китайська Народна Республіка.
Червоний: Радянський Союз, його союзники і захоплені до моменту подій фільму території.
Зелений: Нейтральні країни Західної Європи.
Червоні точки вказують кілька міст Вашингтон (округ Колумбія); Омаха, Небраска; Канзас-Сіті, Міссурі і Пекін (Китай), які були знищені ядерними ударами.

«Червоний світанок» (англ. Red Dawn) — американський драматичний екшн-фільм 1984 року режисера Джона Міліуса за сценарієм Міліуса та Кевіна Рейнольдса.

## Сюжет
У 1980-х роках, у розпал Холодної війни, Сполучені Штати стають дедалі ізольованішами після розпаду НАТО. Крім того, до влади в Західній Німеччині приходить політична партія зелених, яка успішно переконує Західну Європу відмовитися від ядерної зброї. Тим часом Радянський Союз, спустошений неврожаєм пшениці, вдирається в Польщу для придушення робітничих бунтів. Паралельно з цим, союзники СРСР, Куба і Нікарагуа, нарощують військову міць. Зрештою, Сальвадор і Гондурас потрапляють під радянський вплив, а в Мексиці комуністи шляхом перевороту захоплюють владу.
У містечку Калумет, штат Колорадо, заняття в старших класах раптово перериває вторгнення радянсько-кубинського десанту. Страшно регочучи, пекельні десантники захоплюють половину Америки. Люто виючи моторами, через Мексику вриваються червоні танкові клини. Місцеві підлітки-старшокласники з Калумету вирішують організувати відсіч агресорам. Об'єднавшись у підпільний гурток «Росомахи» (так називається місцева футбольна команда) і використовуючи партизанську тактику, юні герої влаштовують набіги на комуністичних гадів.

## Акторський склад
| Актор                  | Роль                      |
| ---------------------- | ------------------------- |
| Патрік Свейзі          | Джед Екерт                |
| Крістофер Томас Гауелл | Роберт Морріс             |
| Ліа Томпсон            | Еріка Мейсон              |
| Чарлі Шин              | Джед Екерт                |
| Дженніфер Ґрей         | Тоні Мейсон               |
| Даррен Далтон          | Деріл Бейтс               |
| Гаррі Дін Стентон      | Том Екерт                 |
| Пауерс Бут             | підполковник Ендрю Таннер |
| Вільям Сміт            | полковник Стрельніков     |
| Владек Шейбал          | генерал Братченко         |

## Цікаві факти
- Під час російського вторгнення в Україну 2022 року на кількох знищених українцями одиницях російської бронетехніки з'явилися написи «Росомахи», нанесені білим спреєм[5], що може бути чітким посиланням на фільм.
- У 1984 році Національна коаліція з телевізійного насильства назвала «Червоний світанок» «найжорстокішим фільмом, який будь-коли створювався»[5].
- 2012 року вийшов римейк фільму «Червоний світанок»[en] (інша назва під впливом російського прокату — «Невловимі»[6]), знятий Деном Бредлі із Крісом Гемсвортом, Джошем Пеком, Джошем Гатчерсоном, Едріанн Палікі, Ізабель Лукас та Джеффрі Діном Морганом у головних ролях[7].